# Барле-Гертог
Барле-Гертоґ  (нід. Baarle-Hertog, фр. Baerle-Duc) — муніципалітет у Бельгії, у провінції Антверпен Фламандського регіону. За статистичними даними від 1 січня 2006 року, населення комуни — 2306 чоловік. До складу Барле-Гертоґа входить бельгійська частина селища Барле, розділеного між Бельгією та Нідерландами. Ексклав щодо до Бельгії.
Загальна площа — 7,48 км ², щільність населення — 308 чол./км².

## Кордон з Барле-Нассау

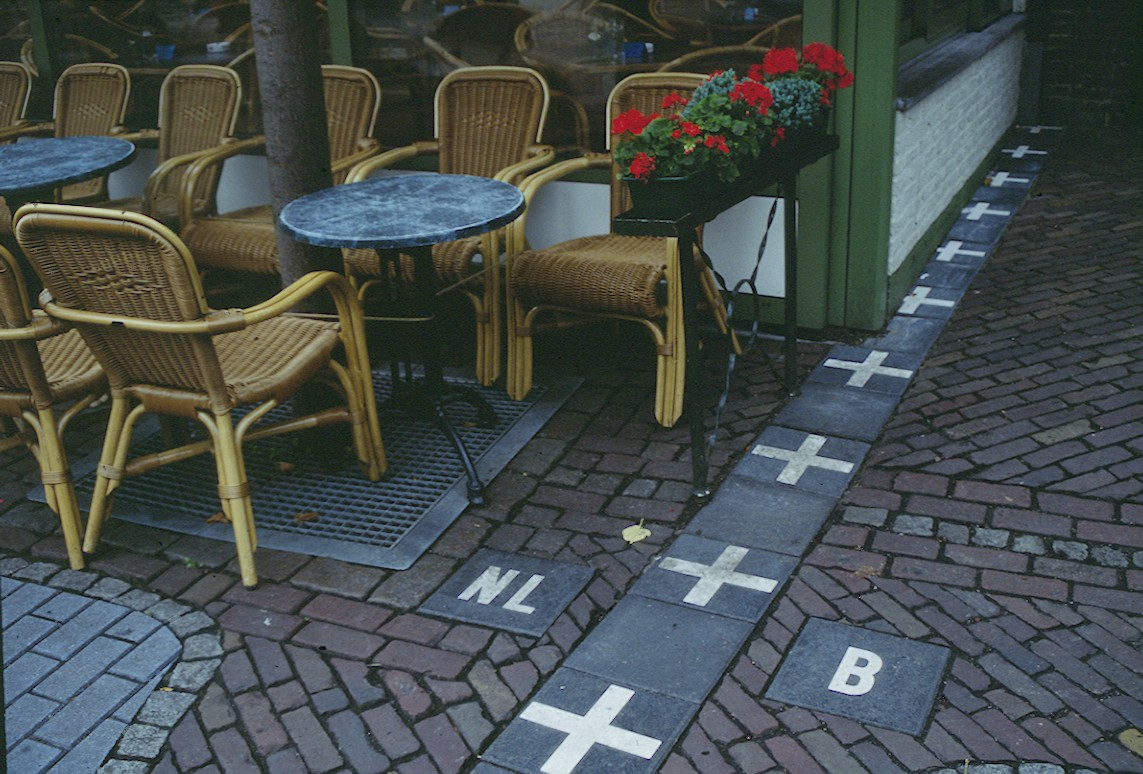
Прикордонне кафе, у якому між столиками проходить кордон між Бельгією та Нідерландами

Цікавий державний кордон між Барле-Гертоґ і нідерландською комуною Барле-Нассау , який проходить через квартали й окремі будинки та розділяє Барле-Гертоґ на 24 окремі ділянки — основне поселення, 20 ексклавів, оточених територією Нідерландів, та три ділянки, що прилягають до бельгійської території. Сім нідерландських ексклавів лежать усередині бельгійської території (усередині основного поселення й найбільшого ексклава).
Ситуація, коли окремі будинки виявляються перерізані державним кордоном, виникла, коли за нідерландськими законами ресторани повинні були зачинятися рано. Тоді господарі ресторанів стали розміщувати їх на кордоні, під час «зачинення» переміщаючи клієнтів на столики на бельгійському боці.
Такий складний кордон виник унаслідок багаторічних угод між баронами Бреди та графами Брабанту, пов'язаних з відмінностями в законодавстві. Кордон закріплено Маастрихтською угодою 1843 року.

## Цікаві факти
Ситуацію, коли державний кордон проходить через місто, розділяючи квартали й окремі будинки, обіграно в фільмі «Закон є закон».